# Effetto inverso di Faraday
L'effetto inverso di Faraday è l'effetto opposto all'effetto Faraday. Una magnetizzazione stazionaria {\displaystyle {\bar {\mathbf {M} }}} è indotta da un campo elettrico esterno oscillante con frequenza {\displaystyle \omega }, ciò che si può ottenere, per esempio, con un impulso laser di elevata intensità. La magnetizzazione indotta è proporzionale al prodotto vettoriale di {\displaystyle {\bar {\mathbf {E} }}} e {\displaystyle {\bar {\mathbf {E^{*}} }}}:
{\displaystyle {\bar {\mathbf {M} }}\propto {\bar {\mathbf {E(\omega )} }}\times {\bar {\mathbf {E^{*}(\omega )} }}}
Questa equazione evidenzia che la luce di frequenza {\displaystyle \omega } polarizzata circolarmente deve indurre una magnetizzazione allineata col vettore {\displaystyle {\bar {\mathbf {k} }}}. Poiché {\displaystyle {\bar {\mathbf {E} }}} insiste sul prodotto vettoriale, onde polarizzate sinistrorse e destrorse devono indurre una magnetizzazione di segni opposti.
La magnetizzazione indotta si può comparare ad una magnetizzazione satura del mezzo.